# Gobemouche des Comores
Humblotia flavirostris
Espèce
Statut de conservation UICN

 VU B1ab(iii) : Vulnérable
Le Gobemouche des Comores (Humblotia flavirostris) est une espèce d'oiseaux de la famille des Muscicapidae. Le Gobemouche des Comores est monotypique du genre Humblotia.
Le genre est un hommage à Léon Humblot, naturaliste et botaniste français résident des Comores. 

## Répartition
Cet oiseau est endémique de la Grande Comore aux Comores. Elle vit sur les pentes du volcan Karthala.